# ایرنئوس
ایرنئوس (‎/aɪrəˈniːəs/‎; Greek: Εἰρηναῖος) (2nd century – c. AD ۲۰۲) یکی از اولین متکلمان و الهی‌دانان بزرگ مسیحی است که در سال ۱۳۰ میلادی در ازمیر ترکیه زاده شد و در ۲۰۲ میلادی در لیون فرانسه درگذشت.

## زندگی‌نامه
او در سال ۱۳۰ میلادی در یک خانواده مسیحی در ازمیر ترکیه زاده شد.
او در نوجوانی، از نزدیک با پولیکارپ اسقف اسمیرنا (یکی از پدران دورهٔ رسولان) آشنایی داشت، که خودْ یوحنای رسول را از نزدیک می‌شناخت. در جوانی به شهر لیون۱ واقع در گل۲ (فرانسه) رفت و در آنجا به مقام شیخی منصوب شد. در سال ۱۷۷ جانشین اسقف لیون شد که به شهادت رسیده بود. قرائن و سنن تاریخی بیانگر این هستند که او در اوایل قرن سوم میلادی درگذشت.
آیرنیوس متأثر از ژوستین، و پلی بود بین الهیات۳ قدیم یونانی و الهیات لاتینی غرب که ترتولیان، یکی از معاصرینِ جوان‌تر از او آغاز کرده بود. اگرچه ژوستین در زمرهٔ مدافعین مسیحی به‌شمار می‌آمد، نقش عمدهٔ آیرنیوس رد بدعت‌ها و تبیینِ مسیحیتی مبتنی بر تعالیم رسولان بود. اثر مهم او «رد و ابطال معرفت کاذب»، بر «علیه بدعت‌ها» نیز معروف است. این اثر در وهلهٔ نخست علیه تفکر گنوستیکی۴ نوشته شده‌است.گنوستیسیسم واژه‌ای است مدرن و به مجموعه‌ای از فرقه‌های قرن دوم میلادی گفته می‌شود که دیدگاه‌هایی مشترک داشتند. آنان معتقد به خدایی برتر و متعالی بودند که از این جهان کاملاً جدا و متمایز است، و نقشی در خلقت جهان ندارد؛ خلقتی که ماحصل کار ناشیانهٔ خدایی دون‌شأن‌تر است، که آنها غالباً او را با خدای عهد عتیق یکی می‌دانستند. از نظر آنها بین خدای متعال و این جهانِ شریر، موجودات الهی با سلسله مراتبی خاص وجود دارند. تَنِ آدمی، مادی، و این‌جهانیْ، و روح او بارقه‌ای است الهی که در دام تَن گرفتار آمده‌است. نجات و رستگاری در گِروِ رهاییِ روح از تَن و پر گرفتنِ آن به‌سوی قلمرویی ملکوتی است. روح آدمی برای رسیدن به خدای متعال باید از قلمروهایی فراتر از این جهان بگذرد که تحت کنترل اجرامی آسمانی چون ستارگان و سیارگان، و موجوداتی الهی است، که بالقوه متخاصم‌اند، و آن را کنترل می‌کنند. نجات و رستگاری با کسب معرفت (واژهٔ یونانی gnosis) حاصل می‌شود. این معرفت را به دو شیوه می‌توان درک کرد: یکی طریق جادویی برای دستیابی به رمزهای عبور که برای گذشتن از موجودات الهی و رسیدن به خدای متعال ضروری است، و دیگری که شکل فلسفی‌تر دارد و به معنای نائل شدن به شناختی عمیق و وجودی از خویشتن است. مذهب ناستیکی (گنوسی) عمیقاً با مسیحیتِ راست‌دینی متفاوت بود. گروه‌های متفاوت ناستیکی، کتاب‌مقدس‌های خاص خود را داشتند و به سنن مخفی استناد می‌جستند که ادعا می‌کردند از یکی از رسولان به آنان رسیده‌است.
آیرنیوس دلایل و براهینی علیه ناستیک‌ها طرح کرده‌است که از میان آنها به سه برهان اشاره می‌کنیم:او به‌شکلی مبسوط نظام‌های ناستیکیِ مختلف را تشریح می‌کند، و می‌کوشد ماهیت مضحک بسیاری از اعتقادات‌شان را برملا کند. همان‌گونه که خود می‌گوید: «این آموزه‌ها را شرح می‌دهم فقط بدان جهت که رد و باطل‌شان کنم».همچنین ادعای ناستیک‌ها مبنی بر سنن پنهانِ رسولان را زیر سؤال می‌برد. وی استدلال می‌کند که اگر رسولان تعلیم خاصی داشتند که باید به دیگران می‌آموختند، این تعلیم را به کلیسا‌هایی که خودْ تأسیس کرده بودند، می‌سپردند. او به کلیساهایی که رسولان بنیان گذاشته بودند اشاره می‌کند و نشان می‌دهد که چگونه از زمان رسولان به بعد در این کلیساها تعلیم آشکار به‌طور مستمر از نسلی به نسلی دیگر منتقل شده‌است؛ و در تأیید گفتهٔ خود فهرست رهبران این کلیساها را نام می‌برد، و از رهبرانی آغاز می‌کند که رسولان خودْ منصوب کردند. به‌علاوه، این کلیساها که در سراسر امپراطوری روم پخش بودند، متفقاً یک آموزه را تعلیم می‌دادند:
تمام حق‌جویان به‌وضوح می‌ببینند که سنن رسولان در کلیساهای سراسر جهان رایج است. ما می‌توانیم اسامی کسانی را که رسولان خودْ به مقام اسقفیِ کلیساها گماشتند و نیز جانشینانِ امروزی‌شان را ذکر کنیم. آنان نه هرگز تعالیم این بدعت‌کاران را تعلیم دادند و نه هرگز چیزی از آن می‌دانستند. اگر فرض را نیز بر این بگذاریم که رسولان از رازهایی پنهان آگاه بودند که معمولاً آن را در خفا به اشخاص «کامل» می‌سپردند، مطمئناً این رازها را به کسانی می‌سپردند که مورد اطمینان‌شان بودند تا بدان حد که رهبری کلیساها را به آنان محول ساختند. زیرا رسولان می‌خواستند که جانشینان‌شان از هر جهت اشخاصی کامل و بی‌عیب باشند.
(علیه بدعت‌ها ۳:۳:۱)
در ارزیابی نگرش آیرنیوس باید جانب احتیاط را رعایت کنیم و آن را با نظریات مدرن در مورد «جانشینی رسولان» اشتباه نگیریم. آیرنیوس نزدیک به دورهٔ رسولان می‌زیست و می‌نوشت و از نزدیک با پولیکارپ آشنا بود که خودْ یوحنای رسول را می‌شناخت. موارد اختلاف بین مسیحیت و مذهب ناستیکی نه مسائل جزئیِ آموزه‌ای، بلکه این دو، اساساً نظام‌های مذهبیِ متفاوتی بودند. آیرنیوس سؤالی بدین‌شرح مطرح می‌کند: «مسیحیتِ رسولان را کجا می‌توان یافت؟ در کلیساهای رسولان که تعالیم‌شان از بدو تأسیس همواره آشکار و مستمر بوده، و با هم اتفاق رأی داشته‌اند، یا میان ناستیک‌ها که ادعای‌شان در مورد سنت رسولان غیرقابل اثبات و متناقض است، و با یکدیگر مخالف‌اند؟»
استدلال آیرنیوس بسیار مجاب‌کننده‌است. من خود در دوران دانشجویی، وقتی با دو ناستیکِ معتقد بحث می‌کردم به این نتیجه رسیدم. اول سعی کردم با استناد به عهدِجدید مجاب‌شان کنم اما تلاشم بی‌فایده بود. این ناستیک‌ها همچون اسلاف‌شان در قرن دوم، کتاب‌مقدس را قبول نداشتند و آن را «کتاب‌مقدس مسیحان» می‌خواندند. آیرنیوس در این مورد می‌نویسد: «وقتی آنان را با استناد به کتاب‌مقدس زیر سؤال می‌بریم و تکذیب می‌کنیم علیه آن موضع می‌گیرند و بر آن اتهام می‌بندند، چنان‌که گویی نادرست و فاقد مرجعیت و اعتبار است.» مسیحیت راست‌دین و مذهب ناستیکی دو مذهب متفاوت بودند و هر یک کتب خاص خود را داشتند. در واقع سؤال این‌جا است که: «کدام‌یک از این دو مذهب و نوشته‌های‌شان حاوی تعالیم مسیح و رسولان است؟» آیرنیوس با استدلال خود به این سؤال پاسخ می‌دهد، پاسخی که به‌نظر می‌رسد تنها پاسخ ممکن باشد.
آیرنیوس از نخستین کسانی است که عهدِجدید را در کنار عهدِعتیق، کتاب‌مقدس می‌خواند. برای مسیحیان اولیه کتاب‌مقدس به معنای عهدِعتیق بود. نوشته‌های رسولان مرجعیت و اعتبار داشت اما به‌مرور زمان به‌شکل عهدِجدید درآمد. در زمان آیرنیوس عهدِجدید تقریباً چیزی بود که امروزه در دسترس ما است، چهار انجیل، اعمال رسولان، رسالات پولس و دیگر نوشته‌ها. اگرچه مدتی بر سر دیگر نوشته‌ها (رسالهٔ عبرانیان و مکاشفه) اختلاف‌نظر بود اما پس از چندی در این مورد نیز اتفاقِ‌نظر حاصل شد.
آیرنیوس به نوشته‌ها (عهدِجدید) و تعالیم (سنت) رسولان که به کلیساهای رسولان منتقل شده بود استناد می‌کرد. سنت متممی بر پیام عهدِجدید نبود. آیرنیوس به این دلیل به سنت رسولان استناد می‌ورزید که ناستیک‌ها عهدِجدید را . سنت، در برابر اعتقاداتِ منحطِ ناستیکی، چکیده‌ای از مسیحیتِ مبتنی بر تعالیم رسولان را فراهم می‌ساخت (چنان‌که در اعتقادنامهٔ۵ رسولان می‌بینیم). استناد آیرنیوس به سنت از این نظر صحیح بود که به او کمک می‌کرد استدلال خود را علیه ناستیک‌ها به کرسی بنشاند. البته درک او در مورد تمام جزئیاتِ ایمان مسیحی مصون از خطا نبود.
«اگرچه کلیسا در سراسر دنیا و تا اقصای عالم پراکنده‌است اما ایمان خود را از رسولان و شاگردان‌شان بدین‌مضمون دریافت کرده‌است: ایمان به خدای واحد، پدر قادر مطلق، خالق آسمان و زمین و دریا و هرچه در آنها است، ایمان به عیسی مسیح، پسر خدا که به‌خاطر نجات و رستگاری ما انسان شد، و ایمان به روح‌القدس که توسط انبیاء اعمال نجات‌بخش خدا را به انسان‌ها اعلام نمود؛ و نیز ایمان به ظهور عیسای مسیح، تولد او از باکره، مصلوب شدن و رستاخیزش از مردگان و صعود جسمانی‌اش به آسمان، و بازگشت ثانوی او از آسمان در جلال پدر، به‌منظور ختم امور و قیام بخشیدن به مردگان… و اجرای داوری بر همه.»(علیه بدعت‌ها ۱:‏۱۰:‏۱)
آثار آیرنیوس هنوز نیز منبعی مهم برای کسب اطلاع در مورد فرقه‌های مختلف ناستیک است (در سال ۱۹۴۵ مجموعه‌ای از نوشته‌ها ناستیکی در صحرای «ناگ حمادی» مصر کشف شد که بر دقت تعاریف آیرنیوس از فرقه‌های ناستیکی صحه می‌گذارَد). دفاع او از مسیحیت در برابر مذهب ناستیکی در مجموع موفقیت‌آمیز بود؛ همچنین به‌خاطر آیرنیوس و پیروانش بود که مسیحیتِ راست‌دین بر مذهب ناستیکی پیروز شد.